# Mortimer West End
Mortimer West End – wieś w Anglii, w hrabstwie Hampshire, w dystrykcie Basingstoke and Deane. Leży 40 km na północny wschód od miasta Winchester i 69 km na zachód od Londynu.